# Chaotic
«Chaotic» — песня канадской певицы Тейт Макрей, вышедшая 25 марта 2022 года на лейбле RCA Records в качестве третьего сингла из её дебютного студийного альбома I Used to Think I Could Fly. Песня была спродюсирована Грегом Кёрстиным, а написана Макрей, Кёрстином и Викторией Заро.

## История
Макрей впервые представил песню на TikTok 14 февраля 2022 года. Песня вызвала тенденцию, когда пользователи сопоставляли клипы, где они плачут наедине с другими клипами, где они выглядят совершенно счастливыми и довольными, предполагая, что они проецируют счастье во вне, в то время как переживают многое внутри, чтобы соответствовать тексту «Ты сказал, что это похоже на то, что я прошла через ад. Как ты узнал, как ты мог сказать?». Она объявила дату выхода песни 14 марта 2022 года.

## Композиция и текст
«Chaotic» — это фортепианная баллада со струнными. Макрей описывает песню как «самую личную из всех, что она когда-либо писала», и отмечает, что в ней обсуждаются её страхи. В песне обсуждаются боли роста и страхи, и она была описана как «блюзовое отражение того, как трудно бывает измениться, вырасти, оставить позади старые привычки и старые отношения».

## Отзывы
Песня получила положительные отзывы от критиков, которые похвалили текст, продакшн и вокал Макрей. Кейтлин Уайт из Uproxx отмечает, что песня вполне вписывается в грустную палитру Макрей. Рэйчел Бродски, написавшая рецензию для Stereogum, отмечает, что песня хорошо исполнена: «прекрасный хук, грамотно использованные струнные и стильный искажённый вокал по краям припева». Песню похвалили за то, что она точно передаёт боль и уныние взросления, а также за эмоциональную подачу Макрей. «Chaotic» также назвали «безупречной поп-песней», а продюсирование отметили как мечтательное и «добавляющее драматизма и переполняющих чувств, которые воплощает песня».

## Чарты
| Чарт (2022)                         | Высшая позиция |
| ----------------------------------- | -------------- |
| Австралия (ARIA)                    | 39             |
| Канада (Billboard Canadian Hot 100) | 21             |
| Дания (Tracklisten)                 | 35             |
| Мир (Billboard Global 200)          | 73             |
| Ирландия (IRMA)                     | 15             |
| Нидерланды (Single Top 100)         | 69             |
| Новая Зеландия (RMNZ)               | 1              |
| Норвегия (VG-lista)                 | 16             |
| Швеция (Sverigetopplistan)          | 45             |
| Великобритания (UK Singles Chart)   | 36             |
| США (Billboard Hot 100)             | 80             |

## Сертификации
| Регион                                                                      | Сертификация | Продажи |
| --------------------------------------------------------------------------- | ------------ | ------- |
| Канада (Music Canada)                                                       | Платиновый   | 80 000  |
| Данные о продажах + прослушиваниях приведены только на основе сертификации. |              |         |